# Franz Sprecher
Franz Sprecher es un consultor de marketing suizo, contratado por Ernst Thomke para trabajar en ETA SA Manufacture Horlogère Suisse a finales de los años 1970 y principios de los 1980, con el fin de establecer el concepto y la filosofía de venta del reloj Swatch. Colaboró estrechamente con el pequeño equipo responsable del desarrollo del producto organizado en torno a Elmar Mock y Jacques Müller, los co-inventores técnicos del reloj.

## Semblanza
Sprecher obtuvo un máster en economía y negocios por la Universidad de Basilea. Tras iniciar sus estudios de doctorado, que no concluyó, decidió trasladarse a Chicago para completar su formación práctica en la empresa Armour Foods. Pero tras seis meses en los Estados Unidos, volvió a Suiza, para trabajar en el departamento de mercados internacionales de la empresa Nestlé. Dos años después, accedió al puesto de jefe de ventas de una pequeña compañía suizo-austríaca de aditivos alimentarios, desde donde pasó a dirigir el departamento de publicidad de la compañía de refrescos suiza Rivella, con sede en Basilea. Tras iniciar un año sabático, en el que consideró la posibilidad de dedicarse a la docencia en Lucerna, recibió una llamada de Ernst Thomke para trabajar en la compañía relojera ETA SA, por entonces inmersa en una delicada situación económica debido a la crisis del cuarzo, causada por la competencia de los relojes fabricados en Asia. Sprecher sería el responsable de la exitosa mercadotecnia del reloj Swatch, que se convertiría en un elemento clave del resurgimiento de la industria relojera suiza, y posteriormente continuó su relación con el Grupo Swatch como consultor independiente de las marcas Tissot y Omega.